# 洛伦·莱德
洛伦·莱德（英語：Loren L. Ryder）为一位美国音讯工程师。他曾赢得了5次奥斯卡奖，并在最佳音响效果奖和最佳视觉奖上获得了12次提名。
在第一次世界大战中服役后，莱德在加州大学伯克利分校学习物理和数学，于1924年毕业。他前往太平洋电话电报公司工作，在那里他开发了一种改进的技术，通过电话线使用光阀传输图像。1928年，莱德加入派拉蒙影业，在新兴的有声电影领域工作。从1936年到1957年，他担任工作室的首席工程师和音效导演。他的一些成就包括开发VistaVision宽屏格式以及使用磁性录音制作第一部长篇电影。作为制作团队的一员，莱德在第11届奥斯卡金像奖上获得了奥斯卡荣誉奖，以表彰他们在派拉蒙电影北方之子中的贡献。
在第二次世界大战期间，乔治·巴顿将军呼吁赖德的音讯专业知识可以帮助掩盖在突出部之役中美军坦克的声音。

## 精选影视作品
最佳音响效果提名：
- 富国银行（英语：Wells Fargo (film)） (1937)[4]
- 我若为王（英语：If I Were King） (1938)[5]
- 征服者赫伯特（英语：The Great Victor Herbert） (1939)[6]
- 骑军血战史（英语：North West Mounted Police (film)） (1940)[7]
- 云雀（英语：Skylark (1941 film)） (1941)[8]
- 摩洛哥之路（英语：Road to Morocco） (1942)[9]
- 踏舞高蹈（英语：Melody Inn） (1943)[10]
- 双重赔偿 (1944)[11]
- 藏匿（英语：The Unseen (1945 film)） (1945)[12]
- 世界大战（英语：The War of the Worlds (1953 film)） (1953)[13]
- 后窗 (1954)[14]
- 十诫 (1956)[15]

最佳视觉效果：
- 联太铁路（英语：Union Pacific (film)） (1939)[6]
- 台风（英语：Typhoon (1940 film)） (1940)[7]